# テレメゴール

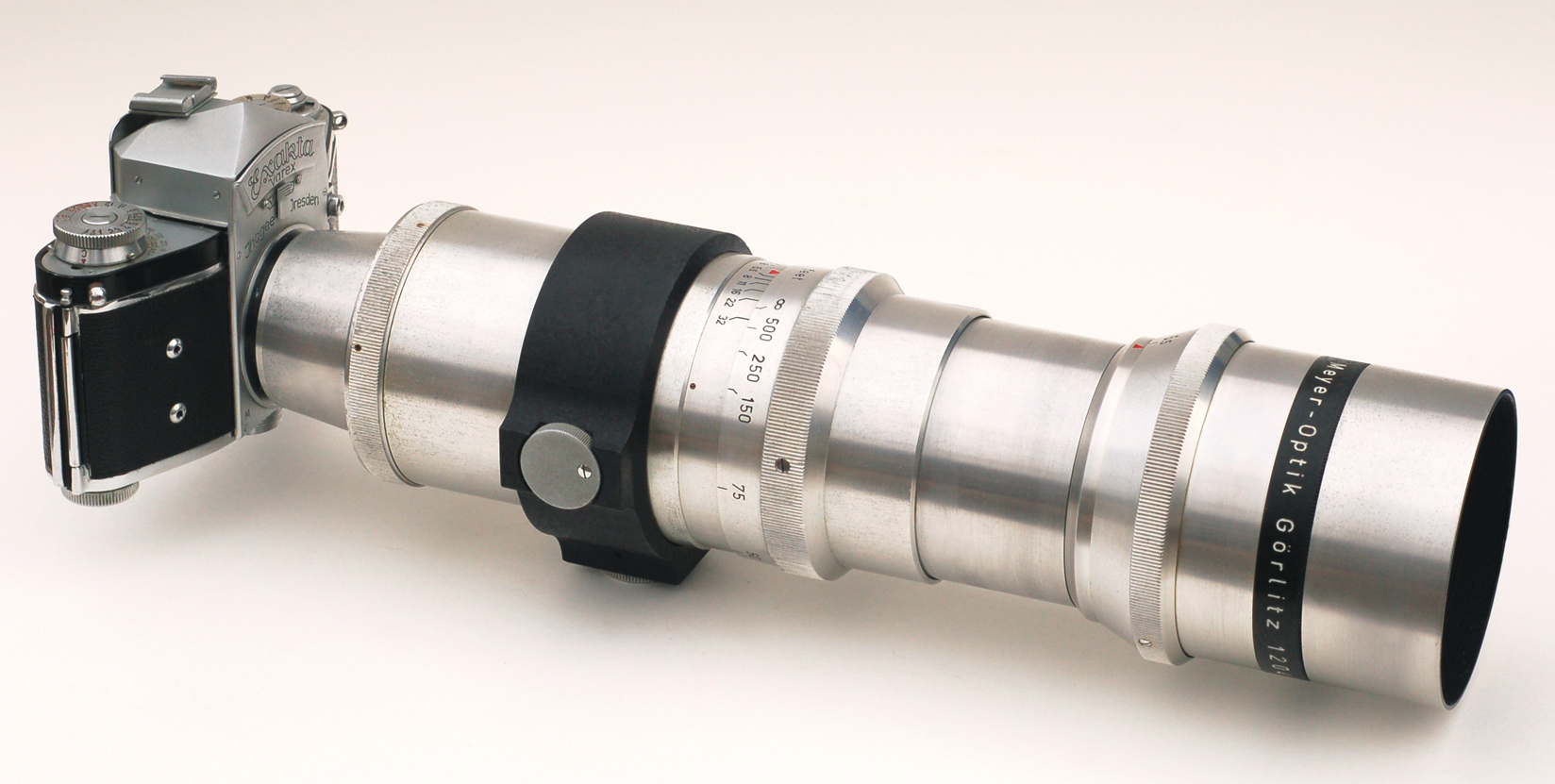
テレメゴール 400mm

テレメゴール（ドイツ語: Telemegor）は、メイヤー・オプティック・ゴルリッツが製造販売していた望遠レンズシリーズである。

## 概要
テレメゴールはシュナイダー・クロイツナッハのテレクセナー（Tele-Xenar）と同様に、長望遠域までをカバーする望遠レンズシリーズである。レンズ構成は2群4枚でプリセット絞りを採用していた。最初の「テレメゴール」レンズは、第二次世界大戦前にヒューゴ・メイヤーの ステファン・レシュライン（ドイツ語: JStephan Roeschlein）によって設計された。後継のモデルはシューベルト（Schubert）とフランク（Frank）が担当した。
35mmフィルム用レンズとして焦点距離90mm（f/ 4.5）から500mmまでのテレメゴールが製造された。6×6cm判中判カメラ用レンズとしては、180～400 mmのレンズが提供されていた。
250 mm以上のテレメゴールには三脚マウントが付いており、三脚を取り外さずにレンズを回転させることが可能でありカメラの縦横切り替えが容易であった。

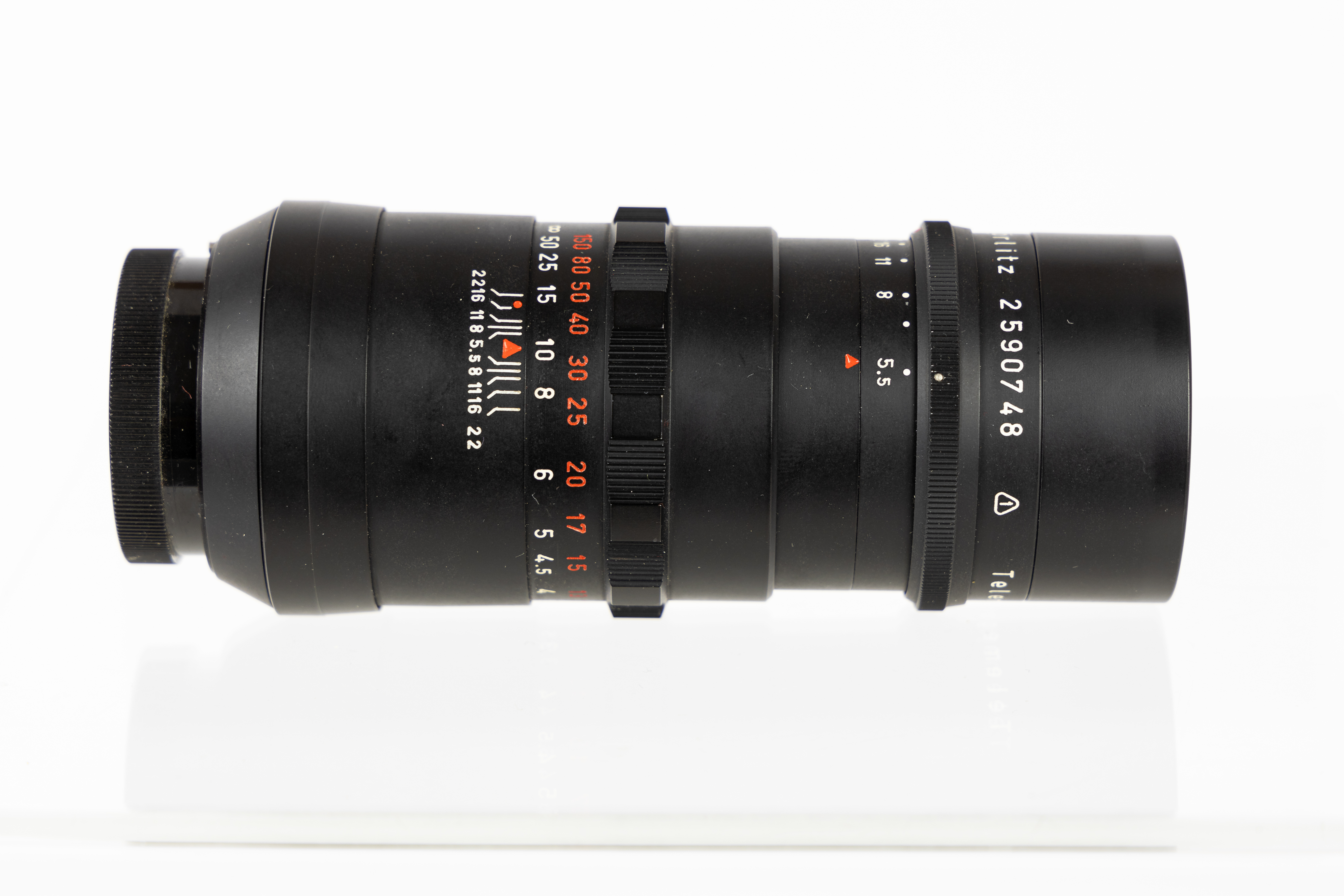
テレメゴール 180mm f/ 5.5
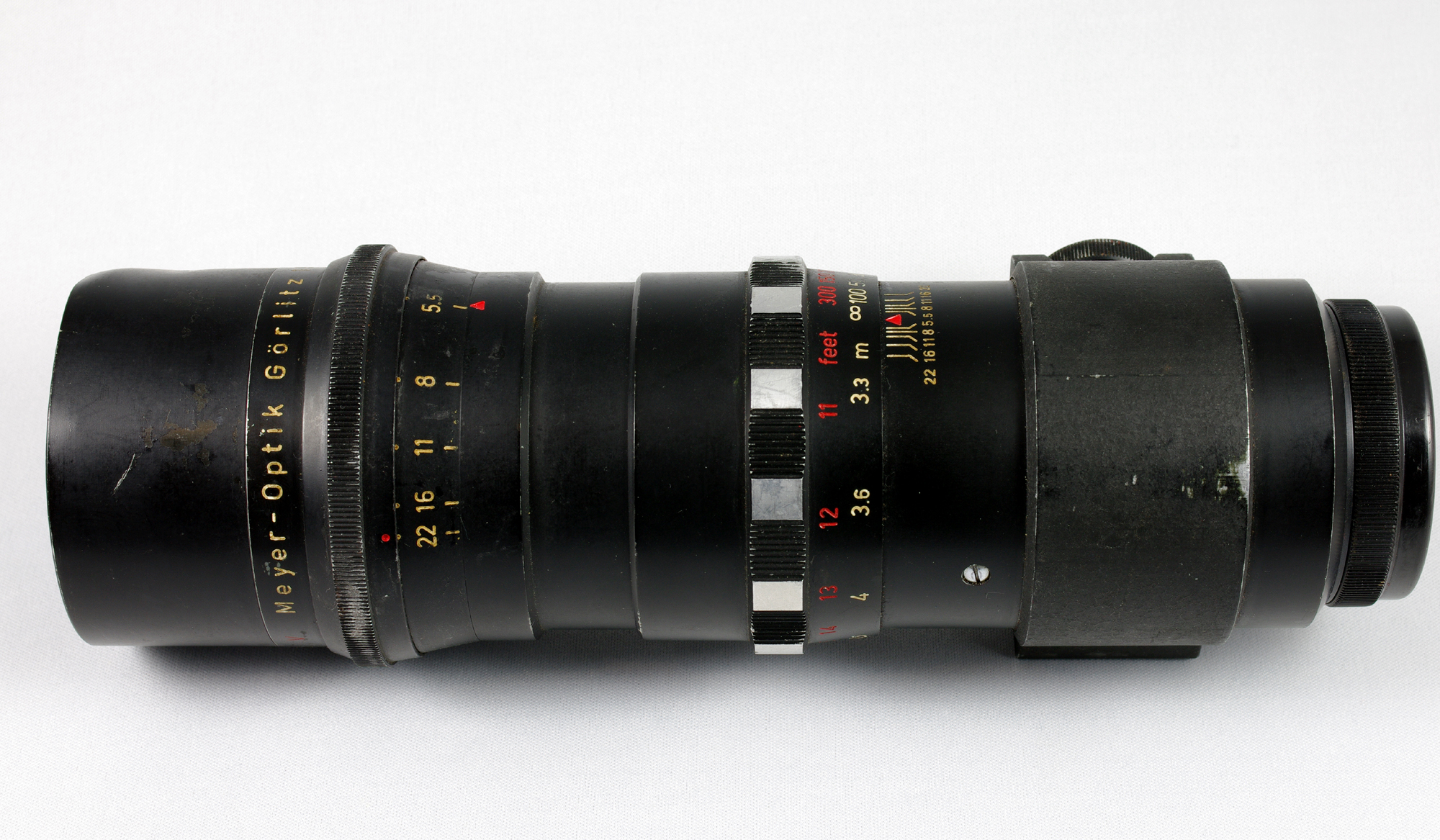
テレメゴール 250mm f/ 5.5
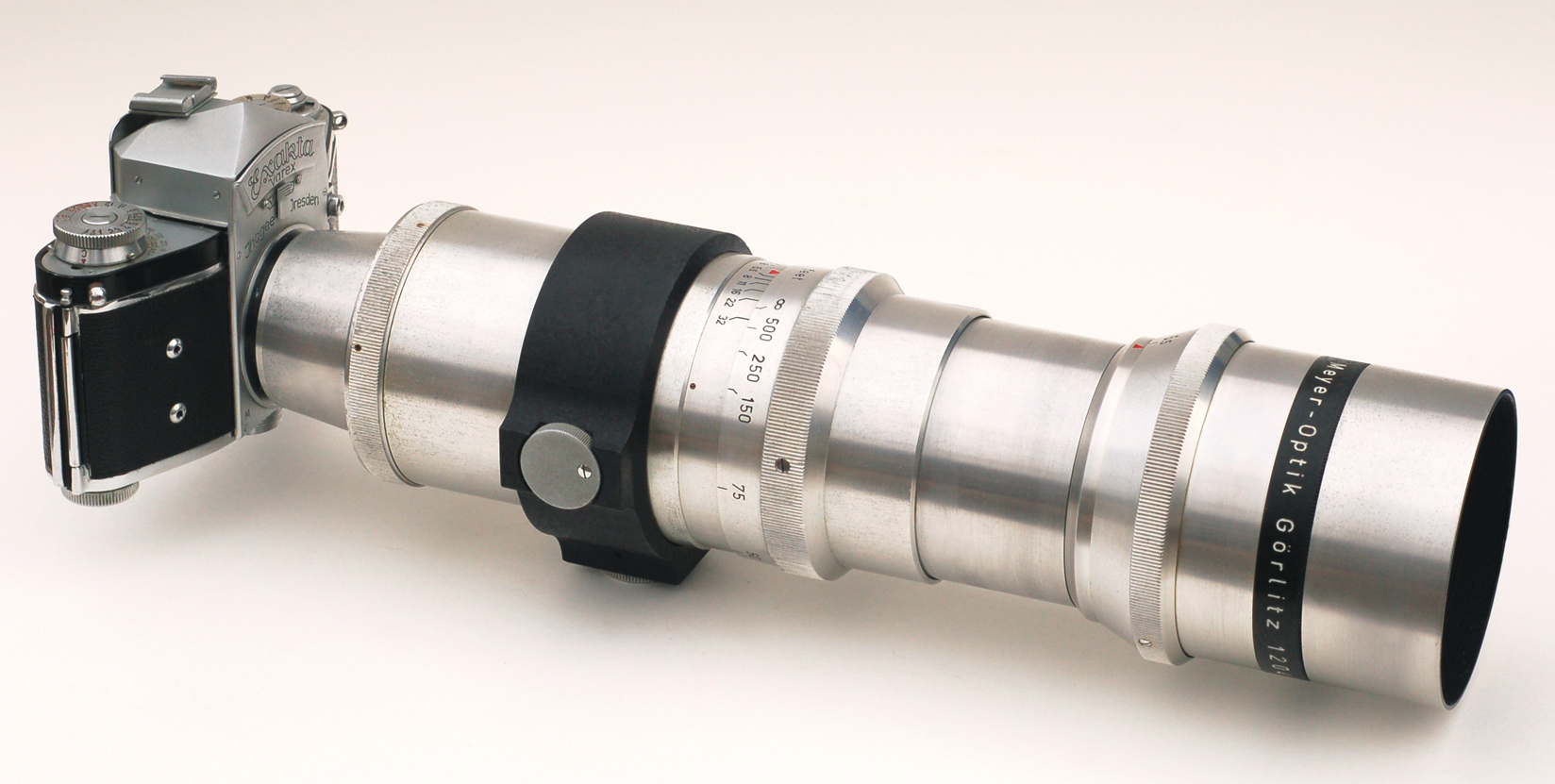
テレメゴール 400mm f/ 5.5

テレメゴールは以下のマウントに対応していた。
- Primar-Reflex
- Primarflex
- エクサクタマウント
- フランツ・コッホマン（Franz Kochmann）のレフレックスコレレ （Reflex korelle）[5]
- M42マウント
- プラクチカBマウント
- プラクチシックスマウント

1960年代、テレメゴールシリーズは主に5種類の焦点距離のレンズが用意されていたが、より補正性能に優れたOrestegorシリーズに置き換えられていった。